# Tors
Tors är en by nordost om Visby på Gotland. 2015 avgränsade SCB här en småort, som dock avregistrerades vid avgränsningen 2023